# Tuskegee
Tuskegee és una ciutat de l'estat d'Alabama als Estats Units d'Amèrica. L'any 2000 tenia 11.846 habitants i una superfície de 40,7 km². És una ciutat coneguda per haver estat el lloc de naixement de Rosa Parks, figura emblemàtica de la lluita contra la segregació racial, així com del cantant de R&B Lionel Richie.